# Orde van Sint-Stanislaus

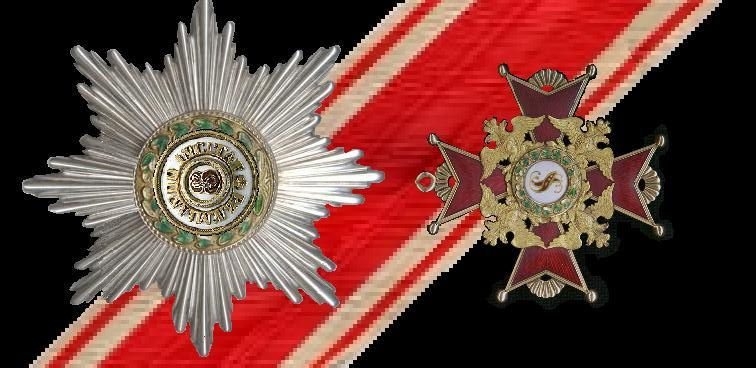
Het grootkruis en de ster van de Orde van Sint-Stanislaus, werk van een juwelier in Sint Petersburg van voor 1860. Particuliere verzameling Groningen.

De Orde van Sint-Stanislaus (Pools: Order Św. Stanisława; Russisch: Орденъ Св. Станислава) is op 7 mei 1765 door Stanislaus II August Poniatowski, koning van Polen, ingesteld. De orde herinnert aan de heilige bisschop en martelaar Stanislaus (1035-1079).
Na de opdeling van Polen tussen Pruisen, Oostenrijk en Rusland nam de tsarina van Rusland ook het grootmeesterschap van deze orde op zich. Tussen 1917 en 1990 heeft het hoofd van het Huis Romanov in ballingschap enige malen de Orde van Sint-Stanislaus verleend, al was de orde in Rusland afgeschaft en in Polen niet weer ingesteld. In 1990 is de orde in Polen opnieuw, maar niet door de Poolse staat, opgericht.
Er zijn op dit moment (juli 2006) dus niet minder dan drie "Orden van Saint Stanislaus" .
Naar anciënniteit zijn dat:
- De tsaristische orde die in 1918 werd afgeschaft. Desondanks verleent het hoofd van het Huis Romanov deze onderscheiding zo nu en dan.
- De Orde van Sint-Stanislaus van de zelfbenoemde "President van Polen", Juliusz Nowina-Sokolnicki (een aangenomen adellijke naam), opgericht in 1979.
- De Poolse Orde van Sint-Stanislaus, (her)opgericht in 1990.

Een pseudo-orde van Sint-Stanislaus was in Italië actief in de jaren 1950. Deze orde bestaat niet meer.

## Geschiedenis van de orde: 1765 - 3e deling van Polen in 1795
Bij de instelling van de orde was bedoeld geweest honderd Poolse ridders uit de hoge Poolse adel en een onbeperkt aantal vreemdelingen te decoreren maar de orde werd zo vaak verleend dat hij weinig aanzien meer bezat.
In de statuten werd opgenomen dat de orde de bibliotheek in Krakau en het plaatselijke ziekenhuis "van het kindeke Jezus" zou ondersteunen. Verder werd onder andere vastgelegd dat:
- De ridders de koning trouw moesten zijn.

- De ridders de armen en verdrukten moesten steunen.

- De ridders bepaalde geldelijke bijdragen aan de orde, de kerk en het hospitaal moesten schenken.

- De ridders alleen met verlof van de koning andere ridderorden mochten aannemen.

Nadat Polen verdeeld was onder zijn buurlanden werd de orde niet meer verleend.
- De versierselen van de orde:

Uit de statuten van 1765:
"De orde is van goud. 6 centimeter groot en heeft de vorm van een maltezer kruis. Elk van de acht punten is met een gouden bal bedekt. De armen van het kruis zijn rood geëmailleerd of van glas op een rode ondergrond. Het medaillon is een rond, licht gewelfd, schild waarop Sint Stanislaus als bisschop is afgebeeld met de letters "S S" en daaromheen een groen geëmailleerde krans van bladeren.
Tussen de armen zijn wit geëmailleerde gekroonde adelaars aangebracht. Tussen de horizontale punten van het kruis is een tak met kleine rozen aangebracht."
"De achterzijde van het kruis is van goud en niet geëmailleerd. De rand is ingekeept.
Het medaillon is wit en vertoont het " SAR" in rode letters. Rond het medaillon is een groen geëmailleerde krans van bladeren aangebracht. De ring waaraan het kruis gedragen wordt is van goud."
"Het kruis wordt aan een rood lint van moiré zijde met een witte bies gedragen over de rechterschouder. Het lint is 100 millimeter breed."
"Wanneer een ridder al in het bezit is van de Orde van de Witte Adelaar dan draagt hij de Orde van Sint-Stanislaus, iets lager dan de Orde van de Witte Adelaar, om de hals. Ook geestelijken dragen de orde aan een lint om de hals."
"De zilveren ster met een diameter van 100 millimeter op op de linkerborst genaaid en heeft stralen die in acht groepen geordend zijn. In het midden is het koninklijke monogram SAR aangebracht en
Rond het monogram lezen we het motto van de orde "PRAEMIANDO INCITAT" ( Latijn: ......) op een zilveren ondergrond. Daaromheen een groene lauwerkrans en een goud- of zilverdraad geborduurde ring."
Vaak werd het monogram in kleine granaten (halfedelstenen)uitgevoerd.

## Geschiedenis van de orde: 1807-1815
In 1807 werd in de grondwet van het hertogdom Warschau vastgelegd dat de Orde van Sint-Stanislaus een Poolse ridderorde was. Koning Frederik August I van Saksen, hertog van Warschau, de tweede grootmeester van de Sint-Stanislaus-orde liet bij wet op 16 februari 1809 het lint van de orde van een tweede witte streep voorzien. Het was verboden om de oude ridderkruisen aan de nieuwe linten te dragen.
De bepaling dat de orde en het ziekenhuis financieel gesteund moesten worden bleef bestaan; de 18 ridders die in de daaropvolgende 8 jaar werden benoemd betaalden bij hun inauguratie 25 zloty aan de kas van de orde en jaarlijks 4 zloty aan het hospitaal.

## Geschiedenis van de orde: 1815-1831
Keizer Alexander I vernieuwde in zijn hoedanigheid van koning van Polen in 1815 de Orde van Sint-Stanislaus en voegde drie klassen aan de orde toe. In 1831 werd de orde door keizer Nicolaas I in de Russische orden opgenomen en in 1839 tot drie klassen teruggebracht.
De Orde van Sint-Stanislaus was, na de Orde van Sint-Anna de laagste van de Russische keizerlijke ridderorden.
- De versierselen van de orde in het hertogdom Warschau en het koninkrijk Polen:

Al in 1820 was het uiterlijk van de versierselen van de Orde van Sint-Stanislaus enigszins gewijzigd. De adelaar tussen de armen was kleiner en, na eerst nog enige tijd wit geweest te zijn, van zilver geworden en ook de ster was iets kleiner (70-80 millimeter doorsnede) geworden. Het schild van de ster was nu van wit porselein met daarop in rood de letters " SAR". Tussen de punten van het kruis verschenen gouden bogen in plaats van rozentakjes en de kleur van het emaille was feller rood.
Na het proclameren van de grondwet van het Koninkrijk Polen in 1815 maakte Alexander I die in een personele unie nu koning van Polen was bekend dat de orde zou dienen om "de vele ambtenaren en burgers die het koninkrijk trouw dienden te belonen". Daarvoor werd de orde in vier klassen verdeeld. Ook de andere Poolse militaire en civiele orden bleven bestaan.
De eerste klasse bleef onveranderd en bestond dus uit een kruis aan een lint met twee witte strepen op de zoom over de rechterschouder en een zilveren ster.
De tweede klasse bestond uit een kruis aan een lint om de hals en een iets kleinere ster op de linkerborst.
De derde klasse droeg een iets kleiner kruis aan een lint om de hals.
De vierde klasse droeg een medaille aan een lint van twee vingers breed op de borst.
Niemand kon een hogere rang in de orde verkrijgen wanneer hij niet de vierde klasse van de orde bezat.
De indeling van de Orde van Sint-Stanislaus in vier klassen betekende dat ook de toekenning van de verschillende graden moest worden gemotiveerd. De orde die in 1765 honderd Poolse edelen aan hun koning bond was een moderne orde van verdienste geworden.
Iedere Pool kon zichzelf kandidaat voor de orde stellen. Wie niet van adel was werd dat door de toekenning van de eerste klasse automatisch. Alle ridders mochten zich ridder in de Sint-Stanislaus-orde ( Pools: "Kawaler Orderu sw. Stanislawa") noemen en het kruis van de orde in hun wapen en zegel opnemen.
De orde werd verleend voor bijzondere diensten die aan het keizerrijk waren bewezen waarbij wetenschap, sociale en economische verdienste, activiteiten op het gebied van cultuur en weldadigheid en ook uitvindingen en economische verbeteringen met name werden genoemd.

## De Orde van Sint-Stanislaus als Russische orde (1831-1917)
In november 1830 kwam Polen tegen de Russische overheersing in opstand. De opstand werd neergeslagen en Polen werd als provincie in het Russische rijk ingelijfd. De Orde van Sint-Stanislaus werd een geheel Russische orde, de laagste in de rangorde van de negen orden die de tsaar verleende.
De orde werd bij de Polen uiterst impopulair omdat juist diegenen die hen onderdrukten met een orde die naar de nationale heilige en schutspatroon was genoemd werden gedecoreerd.
De versierselen van de orde in het keizerrijk Rusland (1831-1917)
Na 1831 werden de versierselen van de orde veranderd. De heilige Stanislaus werd niet meer afgebeeld en vervangen door twee vervlochten S'en. De Poolse witte adelaar, een nationaal symbool werd verruild voor de gouden adelaar van de tsaar. Tot 1860 strekten deze adelaars hun vleugels over de kruisen van het arm uit, na 1860 waren ze kleiner en vielen ze binnen de ruimte tussen de armen. De ster van de orde bleef gelijk.
In 1839 kreeg de orde nieuwe statuten. De vierde klasse werd afgeschaft. Ook werd vastgesteld dat de tweede klasse alleen nog aan buitenlanders verleend kon worden. Zij konden deze onderscheiding dan mèt of zonder tsarenkroon op hun ster verwerven.
Het gebruik om de ridders in de hoogste orden van Rusland ook ambtshalve het kruis van een lagere orde te laten dragen bestond al in de 18e eeuw. In de 19e eeuw werd het geregeld door een oekaze van tsaar Nicolaas I van Rusland van 1 september 1845. Deze oekaze is tot de val van de laatste tsaar in 1917 van kracht gebleven.
De oekaze stelde de volgende draagwijzen vast:
- Ridders in de Orde van Sint-Andreas droegen het kruis van de Orde van Alexander Nevski om de hals en zouden de inmiddels Russisch-Poolse Orde van de Witte Adelaar in het knoopsgat dragen.
- Ridders in de Orde van Alexander Nevski droegen de Orde van de Witte Adelaar om de hals en het kruis der Eerste Klasse van de Orde van Sint-Anna in het knoopsgat.
- Ridders in de Orde van de Witte Adelaar droegen de Orde van Sint-Anna om de hals en het kruis der Eerste Klasse van de Orde van Sint-Stanislaus in het knoopsgat.
- Ridders Grootkruis in de Orde van Orde van Sint-Anna droegen het kruis der Eerste Klasse van de Orde van Sint-Stanislaus in het knoopsgat.[1]

Een oekaze van 15 juli 1854 verving alle geborduurde sterren door zilveren sterren. Dit besluit gold ook voor de Orde van Sint-Stanislaus.
Op 5 augustus 1855 stelde tsaar Alexander II van Rusland vast dat een aantal Russische ridderorden, waaronder de Orde van Sint-Stanislaus ook met zwaarden kon worden verleend. De zwaarden werden op de ring gedragen wanneer een ridder de zwaarden in een lagere klasse toegekend had gekregen en later was bevorderd. In andere gevallen droeg men de zwaarden in de armen van het kruis boven de adelaars.
Na 1857 werden de derde en vierde klassen van de Orde van Sint-Vladimir, de Orde van Sint-Anna en de Orde van Sint-Stanislaus naar het voorbeeld van de Pruisische Orde van de Rode Adelaar ook met een strik (Russisch: "lenta s bantom") op het lint en zwaarden verleend.
Na 1860 werden kruis en ster van de eerste en tweede klasse van de orde ook met briljanten verleend.
In het jaar 1874 werd de kroon van de ster der tweede klasse weer afgeschaft.
Tussen 1874 en 1917 bleef de orde verder onveranderd, de tegenslagen in de Eerste Wereldoorlog dwongen de Russische regering in 1915 wel om het kruis van de orde in het vervolg van verguld koper te laten vervaardigen.

## Geschiedenis van de orde: 1917-1990
Na de revolutie van maart 1917 verleende Ruslands eerste democratische regering onder leiding van Aleksandr Kerenski de Orde van Sint-Stanislaus voorzien van adelaars zonder kroon. De regering van Lenin schafte na de Oktoberrevolutie alle ridderorden en dus ook de Orde van Sint-Stanislaus af.
Hoewel er nergens ooit sprake van de Orde van Sint-Stanislaus als "huisorde" van de familie Romanov was, verleende de troonpretendent, de in ballingschap levende grootvorst Cyril Vladimirovitsj Romanov († 1938)bij gelegenheid onderscheidingen in deze orde.Ook het huidige hoofd van het Huis Romanov, grootvorstin Maria Vladimirovna Romanova verleent, zij het spaarzaam, de Orde van Sint-Stanislaus.
In Polen dat in 1918 zijn onafhankelijk bevocht overwoog en verwierp men de mogelijkheid om ook de Orde van Sint-Stanislaus weer in te stellen als een nationale Poolse ridderorde. De orde was door het veelvuldig verlenen aan diegenen die de Polen als hun onderdrukkers zagen niet geliefd.
Daarom weren in 1918 de Orde van de Witte Adelaar en de Orde Virtuti Militari opnieuw ingesteld. Het dragen van de Stanislausorde werd bij wet verboden. De regering droeg eenieder op om de insignes bij de centrale bank in te leveren, maar daaraan werd geen gevolg gegeven. De Stanislausorde werd door de in 1921 gestichte Orde Polonia Restituta vervangen. Deze heeft het lint van de Orde van Sint-Stanislaus van 1765 gekregen.
Ook de Poolse regering in ballingschap in Londen (1939-1990) verleende de in diskrediet geraakte orde niet.
In de jaren 50 en 60 van de 20e eeuw was er in Napels een illegitieme zogeheten Russische Orde van Sint-Stanislaus die zich "Ordine di St. Stanislao" noemde. De "grootmeester" van deze orde, vorst Golitzin, vroeg om forse bedragen voor het voorrecht zich ridder in een orde te mogen noemen.

## De orde na 1990
In het eerste decennium van de 20e eeuw bestonden er ten minste drie Orden van Sint-Stanislaus:
- In Polen is een orde opgericht die de schijn opwekt een officiële Poolse ridderorde te zijn. De primaat van Polen ondersteunt het werk van deze orde die zich aan liefdadigheid en het verbeteren van de betrekkingen tussen Polen en andere staten, waarbij vooral aan Duitsland te denken valt, wijdt.

Deze orde heeft een aantal prominente leden, maar met welk recht de orde is opgericht is onduidelijk. In het orderecht geldt het oprichten van ridderorden als een voorrecht van regeringen en hoofden van (voorheen) regerende huizen.
- De Orde van Sint-Stanislaus die door grootvorstin Maria Romanov wordt verleend. Ook hier moet opgemerkt dat zij geen recht kan doen gelden op het verlenen van een orde die toebehoorde aan de Russische staat en niet aan haar familie. De Orde van Sint-Stanislaus was geen huisorde van de Romanovs. Anderen erkennen haar "dynastieke recht".

- De Orde van Sint-Stanislaus die door de zelfbenoemde "president van Polen in ballingschap", prins-grootmeester graaf Juliusz Nowina-Sokolnicki, sinds 1979 wordt verleend en vooral in Nieuw-Zeeland en de Verenigde Staten ridders in diverse rangen heeft benoemd. Deze orde is een schoolvoorbeeld van een "pseudo-orde" waarbij fantasie, romantiek en zakelijke belangen (men heeft veel geld over voor een onderscheiding in een ridderorde) hand in hand gaan. De orde heeft een enorme omvang en heeft ridders in zo uiteenlopende landen als China en Ierland.

Een heer die zich "Graaf Subritsky-Kusza" noemt en vermeldt de ambassadeur van Nieuw-Zeeland bij het huis Hohenstaufen (al is dat uitgestorven in het jaar 1268) te zijn geweest verleent namens president Nowina-Sokolnicki onderscheidingen in Nieuw-Zeeland. De Poolse regering distantieert zich van deze heren en hun orde.
In Nederland is, zo vermeldt de website, Leo van Olsen grootprior van de orde.
- Nadat Juliusz Nowina het grootmeesterschap van de Orde erfelijk maakte (het is de bron van inkomsten van zijn familie) koos de Oekraïense afdeling op 1 januari 1997 graaf Kazimierz Dworak-Biziel-Dworakowski, een Pool die in de USA leeft tot "9e grootmeester". Hij werd sindsdien opgevolgd door Pavlo V’yalov.

V’yalov noemt zich "Grand Master of the International Order of Saint Stanislas (International Association of Chevaliers of the Order of Saint Stanislas".
De websites van deze orden zijn:
- http://www.sanestanislao.org/
- http://www.angelfire.com/realm/StStanislas/
- https://web.archive.org/web/20060621035408/http://www.ststanislas.org.ua/